# Toine (film, 1980)
Pour les articles homonymes, voir Toine.
Pour plus de détails, voir Fiche technique et Distribution.
Toine est un film de court métrage français réalisé par Edmond Séchan et sorti en 1980.
Il a été récompensé par le César du meilleur court métrage de fiction en 1981.

## Fiche technique
- Réalisation : Edmond Séchan
- Scénario : d'après la nouvelle Toine de Guy de Maupassant
- Musique : Georges Delerue
- Durée : 15 minutes
- Date de sortie : 1980

## Distribution
- Philippe Bianco

## Distinctions
- César du meilleur court métrage de fiction[1].